# 노을 (기업)
노을(NOUL Co., Ltd.)은 대한민국의 온디바이스 AI 헬스케어 기업이다. 본사는 경기도 용인시 수지구 광교중앙로 338 (상현동, 광교우미뉴브) 비동 10층에 위치해 있으며 대표이사는 임찬양이다. 말라리아 진단 제품을 연구 생산한다

## 상장
2022년 3월 3일에 주관사를 한국투자증권과 삼성증권으로 공모가 10,000원(공모가 희망밴드 13,000~17,000원)에 상장하였다.

## 같이 보기
- 말라리아

## 참고문헌
1. ↑  안대규, 노을, 현장 현미경 뛰어넘는 말라리아 진단 성능 입증, 한국경제, 2024-05-23
2. ↑  김응민, 노을, 세계 최대 병리학회(USCAP) 참가∙∙∙미국 시장 정조준, 제약뉴스, 2024년 3월 26일
3. ↑  노을, 스위스 말라리아 그룹 가입∙∙∙ “글로벌 협력 통한 시너지 극대화할 것”, 제약뉴스, 2024년 2월 7일